# Ixora valetoniana
Ixora valetoniana är en måreväxtart som beskrevs av Arnaud Mouly och Birgitta Bremer. Ixora valetoniana ingår i släktet Ixora och familjen måreväxter. Inga underarter finns listade i Catalogue of Life.